# لاري تشيني
لاري تشيني (بالإنجليزية: Larry Cheney)‏ هو لاعب كرة قاعدة أمريكي، ولد في 2 مايو 1886 في بلفيل في الولايات المتحدة، وتوفي في 6 يناير 1969 في دايتونا بيتش في الولايات المتحدة.